# Fubon Group Xinyi Headquarters
Fubon Group Xinyi Headquarters (富邦信義A25總部) est un gratte-ciel de 266,3 mètres de hauteur construit de 2019 à 2021 dans Zone planifiée de Xinyi, Taipei, Taïwan. En 2022, c'était le troisième plus haut immeuble de l'agglomération de Taipei et le cinquième plus haut de Taïwan.
L'immeuble est le siège du groupe Fubon et a été conçu par l'architecte italien, Renzo

## Galerie

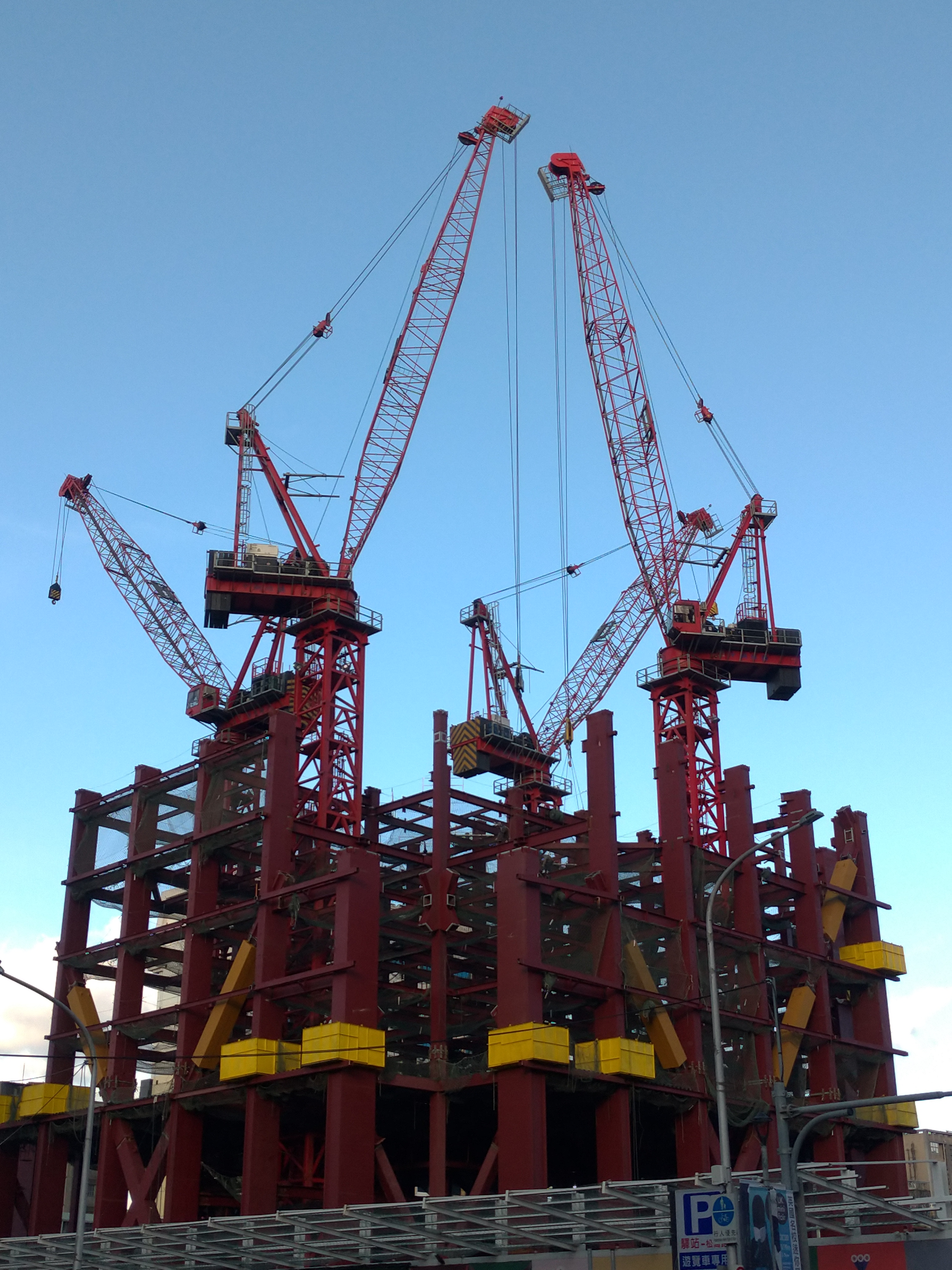
Janvier 2020
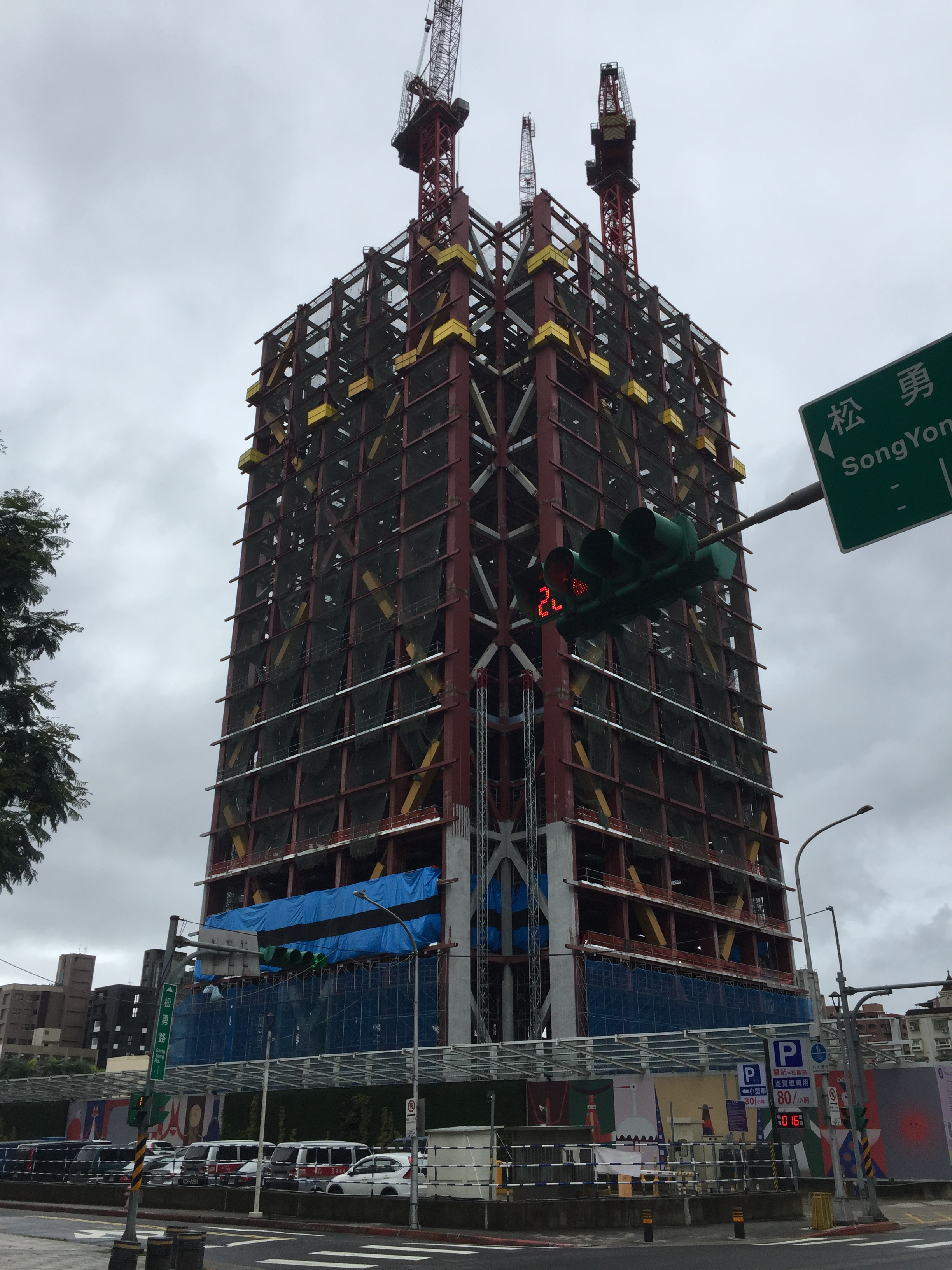
Mai 2020
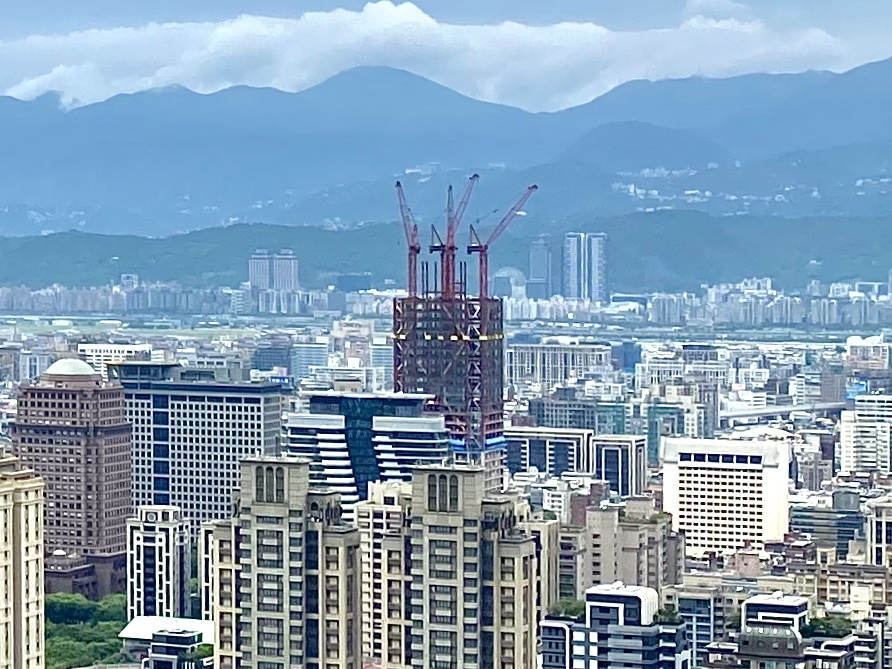
Aôut 2020
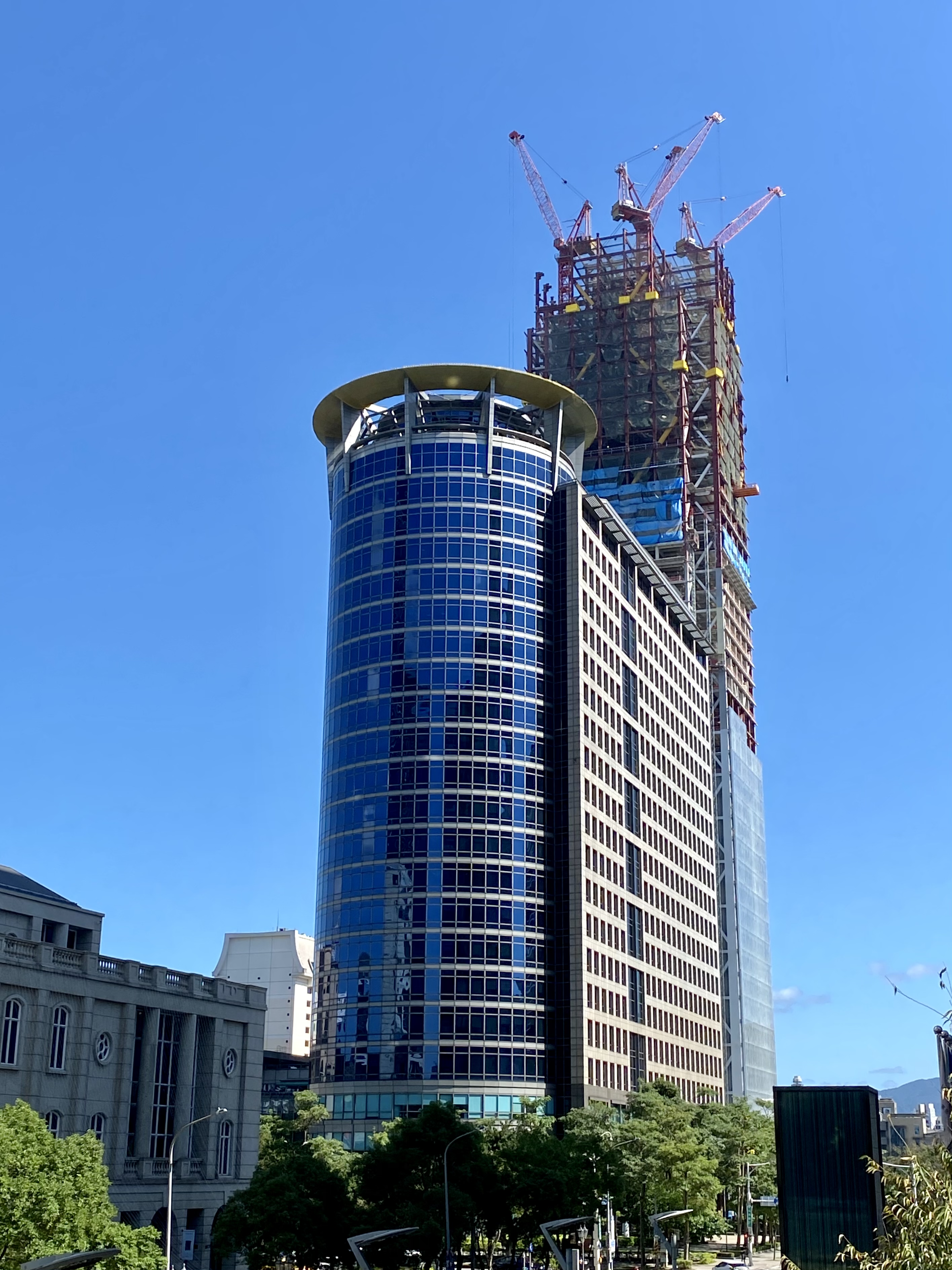
Novembre 2020
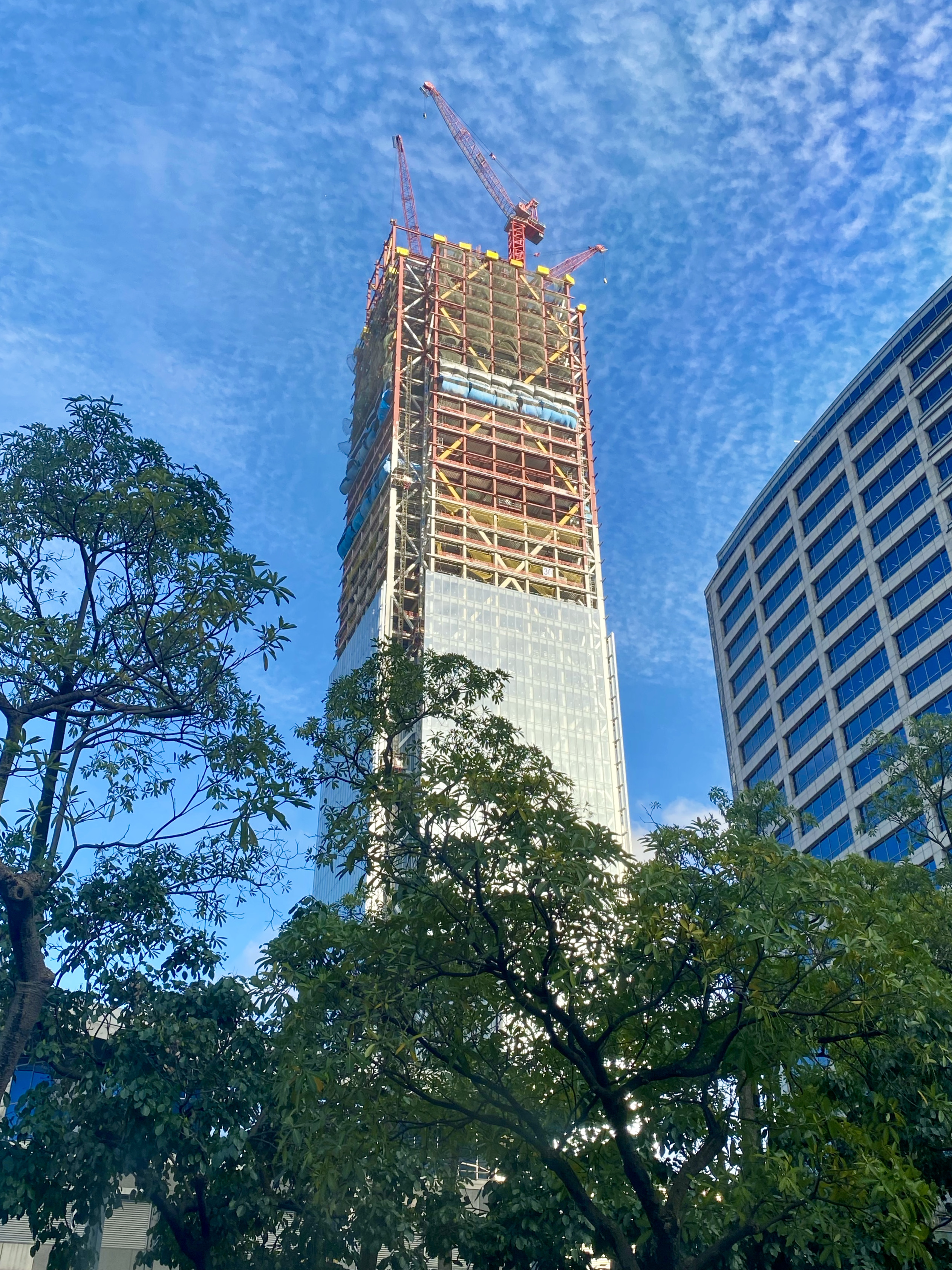
Janvoer 2021
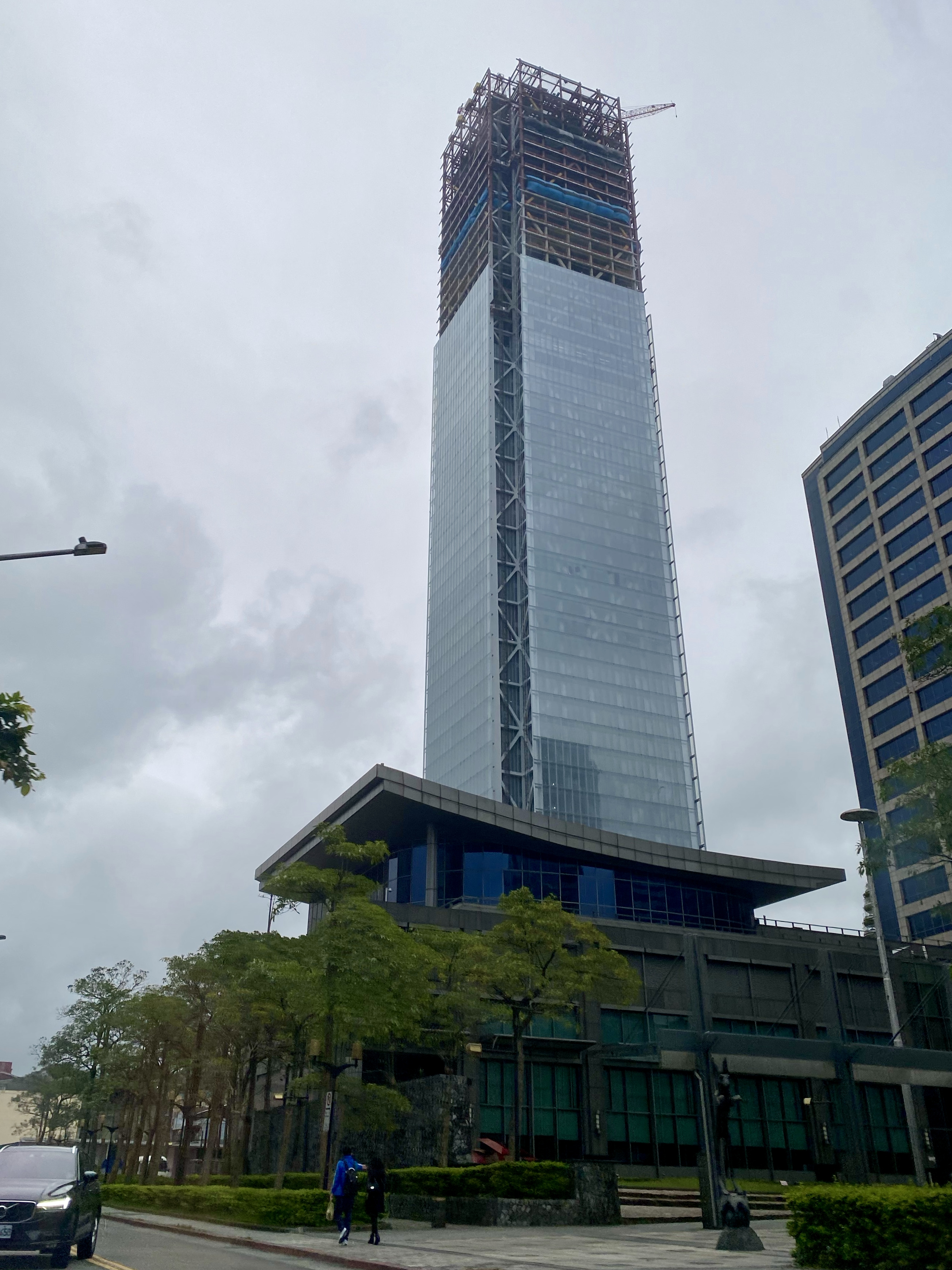
Avril 2021
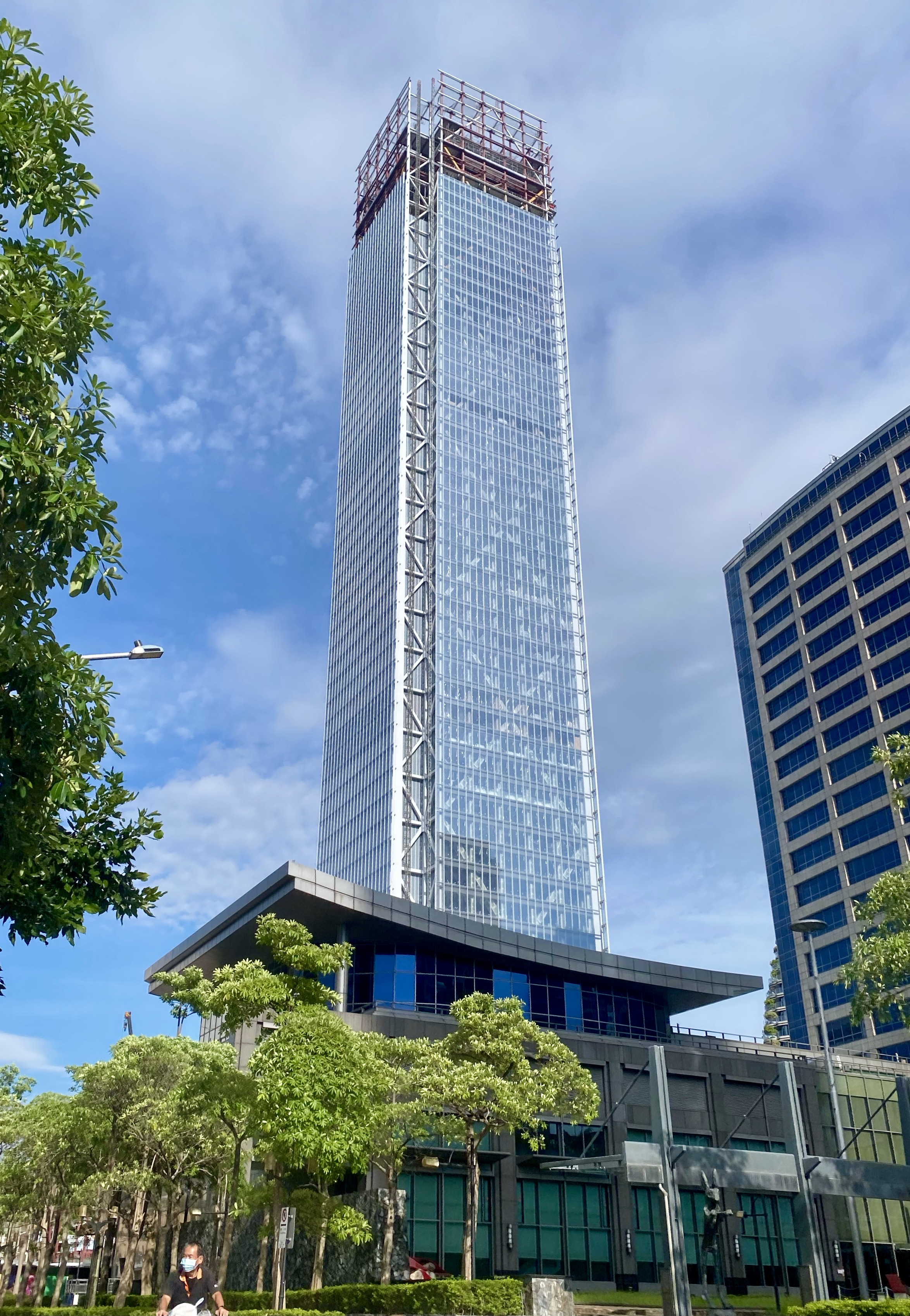
Juillet 2021
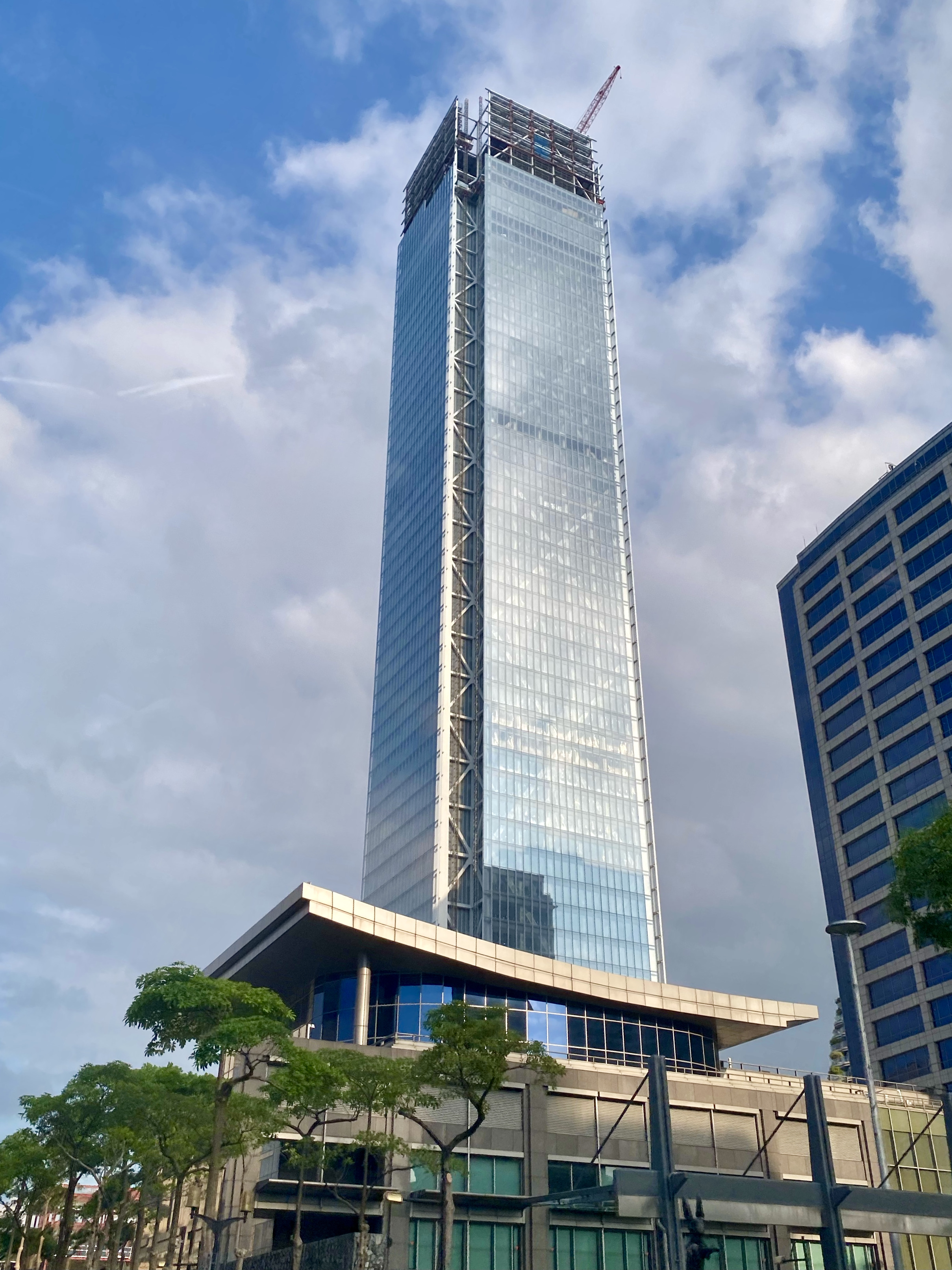
Septembre 2021
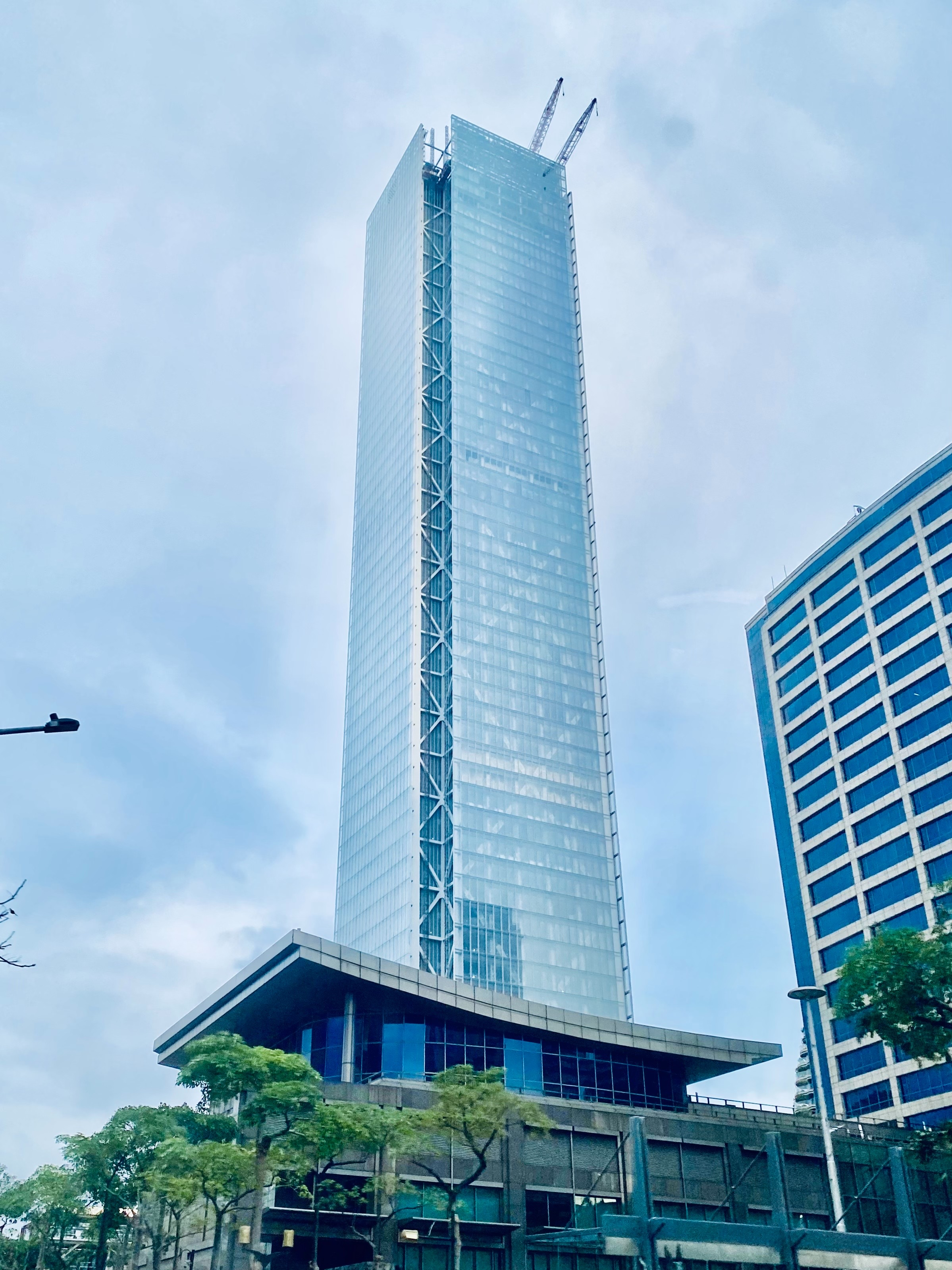
Decembre 2021